# Fairmount Park

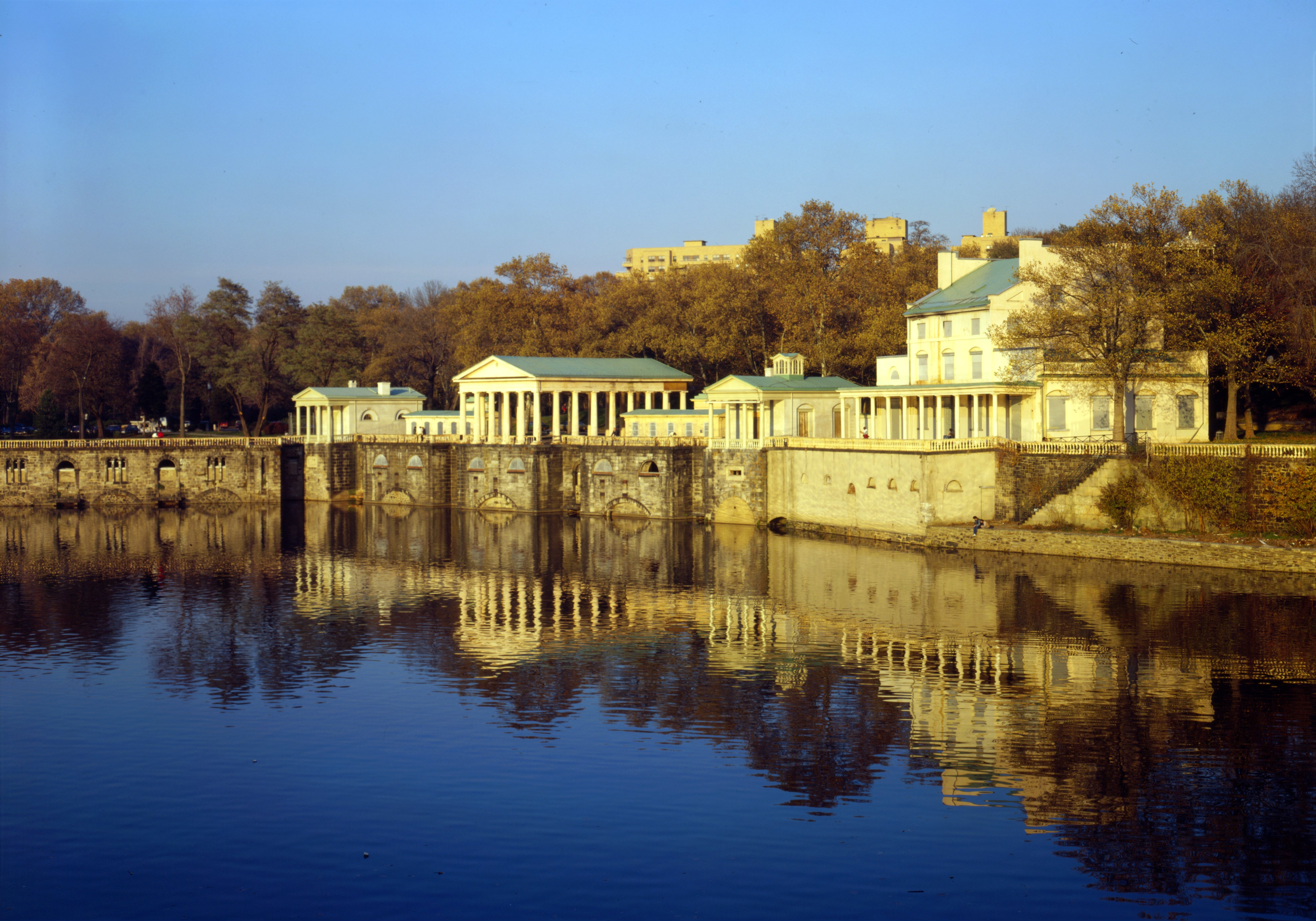
Faimount Park

Fairmount Park és un sistema de parcs municipals situat a Filadèlfia als Estats Units. Està administrat per la "Fairmount Park Commission".
En 1876, el Fairmount Park es va triar per acollir l'Exposició Universal, del Centennial Exposition. Aquí es troba també el zoològic més antic del país, un arboreto, el centre d'horticultura de la ciutat, el "Memorial Hall" i desenes d'estàtues. Se li coneix sobretot pel museu més important de la ciutat, el Museu d'Art de Filadèlfia. Es va inscriure en el Registre Nacional de Llocs Històrics en 1972.